# Banatska bolgarščina
Banatska bolgarščina (banatsko bolgarsko Palćena bâlgàrsćijà jázić, ali Banátsća bâlgàrsćijà jázić, bolgarsko банатски български език, madžarsko Bánáti bolgár nyelv, Bánsági bolgár nyelv, nemško Banater Bulgarische Sprache, romunsko Limba bulgari bănăţeni, srbsko банатски бугарски језик) je osamosvojeno narečje bolgarskega jezika, ki ga govorijo Banatski Bolgari v Banatu, delu Srbije (v Vojvodini) in v Romuniji (v Transilvaniji). Uvršča se v vzhodnobolgarsko narečje. Podobno tudi Besarabski Bolgari v Ukrajini in Moldaviji govorijo lasten jezik.

## Izvor
V 18. stoletju se je skupina pretežno katoliških Bolgarov, ki so bežali po neuspeli vstaji proti Osmanom, naselila v Banatu. Zaradi njihove prostorske in politične ločenosti od matične države se je njihov jezik začel razvijati po svoje.
Jáni Vasilčin je leta 1998 izdal prevod Nove zaveze v banatskobolgarskem jeziku z naslovom Svetotu Pismu Novija Zákun.

## Govorci
Po uradnih romunskih podatkih živi v bolgarskem delu Banata okoli 6.500 Banatskih Bolgarov. Po podatkih srbskega štetja prebivalstva leta 2002 je v Vojvodini živelo 1.658 Bolgarov, bolgarski raziskovalci pa ocenjujejo, da živi v Romuniji okoli 12.000 Banatskih Bolgarov, v Srbiji pa okoli 3.000.
Najzgodnejši in najpomembnejši središči Banatskih Bolgarov sta romunski naselji Dudeştii Vechi (Stár Bišnov) in Vinga, pomembna banatskobolgarska naselja v Romuniji pa so tudi Breştea (Bréšća), Colonia Bulgară (Telepa) in Denta (Dénta), ter tudi Timişoara (Timišvár) in Sânnicolau Mare (Smikluš); v Srbiji so to vasi Ivanovo, Konak (Kanak), Jaša Tomić (Modoš), Skorenovac (Gjurgevo) ter Belo Blato (Liznájt).
Banatski Bolgari ali Paljčani so rimskokatoliške veroizpovedi; iste vere so tudi Bolgari, ki govorijo enako narečje v nekaterih bolgarskih krajih - seveda brez nemških in madžarskih vplivov.
Po bolgarski osamosvojitvi leta 1878 so se mnogi Banatski Bolgari vrnili v matično državo, med drugim v Asenovo, Brdarski Geran, Dragomirovo, Gostiljo in Bregare.

## Jezikovne posebnosti
Ker so Banatski Bolgari živeli skupaj z Madžari in Nemci, je v njihovem jeziku sorazmerno veliko madžarskih in nemških izposojenk (npr. hajzenban za železnico, nemško: Eisenbahn). V banatski bolgarščini ne poznajo posebne ženske oblike priimkov, tako se tudi ženski priimki končujejo na moške končnice: -ov, -ev, -ski, in ne na -ova, -eva, -ska. Banatsko bolgarščino so standardizirali leta 1866. Jezik se ne zapisuje v  cirilici, marveč v lastni obliki latinice, ki je podobna hrvaški ali bosanski abecedi. V prvi polovici 19. stoletja so v banatskobolgarskih šolah poučevali slovansko ilirščino, jezik Stanka Vraza, zato se za banatsko bolgarščino uporablja latinska abeceda. Zaradi pouka ilirščine so prišli v banatskobolgarski jezik hrvaški in verjetno tudi slovenski jezikovni elementi. Leta 1918 je bila razglašena Banatska republika, kjer je bila banatska bolgarščina eden od uradnih jezikov.  

### Abeceda
V naslednji preglednici je prikazana banatskobolgarska latinska abeceda:
| Banatskobolgarska latinica Ustrezna črka v cirilici IPA | А а Ъ /ɤ/        | Á á А /а/ | B b Б /b/         | C c Ц /ts/ | Č č Ч /tʃ/ | Ć ć Ќ (кь) /kʲ/ | D d Д /d/ | Dz dz Ѕ (дз) /dz/ | Dž dž Џ (дж) /dʒ/ | E e Е /ɛ/ | É é Ѣ /e/ |
| Latinica Cirilica IPA                                   | F f Ф /f/        | G g Г /g/ | Gj gj Ѓ (гь) /gʲ/ | H h Х /h/  | I i И /i/  | J j Й ,Ь /j/    | K k К /k/ | L l Л /l/         | Lj lj Љ (ль) /lʲ/ | M m М /m/ | N n Н /n/ |
| Latinica Cirilica IPA                                   | Nj nj Њ (нь) /ɲ/ | O o О /ɔ/ | P p П /p/         | R r Р /r/  | S s С /s/  | Š š Ш /ʃ/       | T t Т /t/ | U u У /u/         | V v В /v/         | Z z З /z/ | Ž ž Ж /ʒ/ |

## Banatsko bolgarski Oče naš
Baštá náš, kojtu si na nebeto: Imetu ti da se pusveti.

Kraljéstvotu ti da dodi. Olete ti da badi,

kaćétu na nebeto taj i na zemete.

Kátadenjšnija leb náš, dáj mu nám dnés.

I uprusti mu nám náša dalgj,

kaćétu i nija upráštemi na nášte dlažnici.

I nide mu uvižde u nápas,

negu mu izbávej ud zlo.